# Podochilus minahassae
Podochilus minahassae är en orkidéart som beskrevs av Rudolf Schlechter. Podochilus minahassae ingår i släktet Podochilus och familjen orkidéer.
Artens utbredningsområde är Sulawesi. Inga underarter finns listade i Catalogue of Life.